# Karl Josef Anton Leodegar von Bachmann
Karl Josef Anton Leodegar von Bachmann (3. prosince 1734, Näfels - 3. září 1792, Paříž) byl švýcarský voják ve francouzských službách.

## Životopis
Jeho otec byl důstojníkem švýcarské gardy Karl Leonhard von Bachmann (1683-1749) a jeho matka Elisabeth Keller, dcera Antona Leodegara Kellera, rovněž důstojníka ve francouzských službách. Niklaus Franz von Bachmann byl jeho bratr.
Do francouzských služeb vstoupil jako kadet v roce 1749, poté se stal praporčíkem v rotě svého otce v pluku de Castella, kde se do roku 1750 dostal do hodnosti kapitána granátníků. V roce 1756 se stal velitelem dvou kompanií v pluku de Castella a v roce 1762 se stal majorem pluku Waldner von Freundstein. V roce 1764 byl jmenován podplukovníkem ve švýcarském gardovém pluku a v roce 1768 brigadier des armes du roi. V roce 1778 obdržel řád svatého Ludvíka a v roce 1780 byl povýšen na maréchal de camp.
V roce 1792 se stal velitelem roty švýcarské gardy, která v roce 1792 bránila Tuilerijský palác během srpnového útoku, za což byl následně odsouzen k trestu smrti a popraven gilotinou. Jeho jméno je uvedeno na druhém místě na Lvím pomníku v Lucernu. Útokem na Tuileries skončil ve Francii pluk švýcarských gardistů.

## Potomci
V roce 1756 se oženil s Marií Annou Josefou Antonií Freulerovou, dcerou Johanna Jodocuse Fridolina Freulera. Pár měl tři syny. Nejmladší padl jako ruský major v bitvě u Näfelsu 26. května 1799, prostřední zemřel jako kapitán ve službách Velké Británie roku 1804, nejstarší zemřel svobodný roku 1828.